# Gabriella Mészáros
Gabriella Terézia Mészáros, później Mátraházi (ur. 14 grudnia 1913 w Budapeszcie, zm. 4 kwietnia 1994 tamże) – węgierska gimnastyczka. Brązowa medalistka olimpijska z Berlina.
Zawody w 1936 były jej jedynymi igrzyskami olimpijskimi. Brązowy medal zdobyła w rywalizacji drużynowej. Węgierską drużynę tworzyły także Margit Csillik, Margit Kalocsai, Ilona Madary, Margit Nagy, Olga Törös, Judit Tóth i Eszter Voit. 